# Никульское (Юрьев-Польский район)
Никульское — село в Юрьев-Польском районе Владимирской области России, входит в состав Небыловского сельского поселения.

## География
Село расположено на берегу речки Выкрос в 12 км на северо-запад от центра поселения села Небылое и в 15 км на юго-восток от райцентра города Юрьев-Польский.

## История
Исторических сведений о селе не имеется. Существовавшая в селе церковь была построена в 1771 году тщанием помещицы Марфы Федоровны Мусиной-Пушкиной; зданием каменная, с такой же колокольнею. Престолов в ней три: в холодной — в честь Святителя и Чудотворца Николая и в приделе теплом: в честь Знамения Пресвятой Богородицы и святого благоверного Великого князя Александра Невского. В 1896 году приход: село Никульское, сельцо Воскресенское и деревня Скородумка. Всех дворов в приходе 79, душ мужского пола 238 и женского 262 души.
В конце XIX — начале XX века село являлось центром Никульской волости Юрьевского уезда.
С 1929 года село являлось центром Никульского сельсовета Юрьев-Польского района, с 1935 по 1963 год — в составе Небыловского района, с 1977 года — в составе Федоровского сельсовета Юрьев-Польского района, с 2005 года в составе — Небыловского сельского поселения.

## Население
| 1859 | 1905 | 2002 | 2010 | 2021 |
| ---- | ---- | ---- | ---- | ---- |
| 209  | ↗252 | ↘32  | ↗33  | ↘6   |

## Достопримечательности
В селе находится действующая Часовня Александра Невского (2007).